# Delichon
Delichon – rodzaj ptaków z podrodziny jaskółki w obrębie rodziny jaskółkowatych (Hirundinidae).

## Rozmieszczenie geograficzne
Rodzaj obejmuje gatunki występujące w Eurazji i Afryce.

## Morfologia
Długość ciała 12–14 cm, masa ciała 14–23 g.

## Systematyka
Rodzaj zdefiniował w 1854 roku angielski lepidopterolog Frederic Moore w publikacji której współautorem był amerykańsko-brytyjski przyrodnik Thomas Horsfield, poświęconej spisowi katalogowemu ptaków w Muzeum należącego do Brytyjskiej Kompanii Wschodnioindyjskiej. Gatunkiem typowym jest (oznaczenie monotypowe) oknówka nepalska (D. nipalense).

### Etymologia
Delichon: anagram nazwy rodzaju Chelidon Boie, 1822.

### Podział systematyczny
Do rodzaju należą następujące gatunki:
- Delichon urbicum (Linnaeus, 1758) – oknówka zwyczajna
- Delichon nipalense F. Moore, 1854 – oknówka nepalska
- Delichon lagopodum (Pallas, 1811) – oknówka syberyjska
- Delichon dasypus (Bonaparte, 1850) – oknówka wschodnia